# Die Moskauer Schönheit
Die Moskauer Schönheit (russisch Русская красавица Russkaja krassawiza) ist der Romanerstling des russischen Schriftstellers Wiktor Jerofejew, der 1989 im Moskauer Verlag Wsja Moskwa (russisch Вся Москва) unter dem Titel Die russische Schönheit erschien. Der Autor hatte den streckenweise surrealen Text einige Jahre vor der Publikation geschrieben. Über zwanzig Übersetzungen in andere Sprachen folgten – zuerst 1990 La Belle de Moscou bei Albin Michel in Paris und im selben Jahr bei S. Fischer in Frankfurt am Main die Übertragung ins Deutsche von Beate Rausch.
Vor ihrem Selbstmord erzählt die junge, bildschöne Moskauer Kurtisane Ira – das ist die Russin Irina Wladimirowna Tarakanowa aus einem nicht genannten mittelasiatischen Provinzstädtchen – ihrer lesbischen Partnerin Ksjuscha von den Umständen ihrer ungewollten Schwangerschaft.

## Überblick
Arme Leute mag Ira nicht. Gemäß ihrer Profession ist sie mit weniger als zehn der betuchten Moskauer Herren  ins Bett gestiegen. Ira stellt ihre Empfängnis so dar: Der Kunde W.S. – das war der „glückliche Kulturfunktionär“ Wladimir Sergejewitsch – ist der Vater. Ira nennt den älteren Herren in Anlehnung an Leonardo da Vinci „mein Leonardik“. Sich selbst sieht Ira manchmal als Jeanne d’Arc. Dummerweise stirbt Leonardik auf dem Höhepunkt jener Zeugung an Überanstrengung. Zwei ganze Jahre hatten sich Leonardo da Vinci und Jeanne d’Arc geliebt.
Leonardik hatte sich zu Lebzeiten als neuer Tjutschew gewähnt und Ira besungen. Ira hatte aber mehr gewollt. Sie wollte von Leonardik geheiratet werden. Von dem verheirateten Manne, der seine Reputation immer im Auge behalten hatte, war das zu viel verlangt. Ira hatte daraufhin öffentliches Ärgernis erregt: An Leonardiks Seite in einem Sinfoniekonzert, bewirft die junge Dame den Britten dirigierenden Japaner und die agierenden englischen Sinfoniker mit fünf Kilo Apfelsinen. Werktags darauf wird die Obstwerferin aus ihrem Unternehmen entlassen. Ira war in der Modebranche als Model tätig gewesen. Die Schwangere hatte nach ihrer Entlassung aus jenem Unternehmen den Eindruck gehabt, keinen könne sie mehr lieben. Die sonst so großzügig Liebe spendende Ira – dem Materiellen abhold – war von verschiedener Seite zu Glanzzeiten als „Genius der Liebe“ in den Himmel gehoben worden. Deshalb flieht Ira vor der auf einmal nicht mehr liebenswerten Welt in den Tod. Dabei war sie kurz vor ihrem Freitod – Ira erhängt sich – von der Mode-Firma wieder eingestellt worden.

## Inhalt
In ihrem heimatlichen Mittelasien war Ira bereits zweimal verheiratet gewesen. Mit dreiundzwanzig war sie Anfang der 1980er Jahre zu ihrem kranken Großvater, dem Stachanow-Arbeiter Tichon Makarowitsch, nach Moskau gezogen. Zunächst hatte Ira einem Moskauer Maler Modell gestanden. Sodann hatte sie in dem oben erwähnten Mode-Unternehmen Ksjuscha kennen- und lieben gelernt. Ksjuscha wiederum war mit Leonardiks Sohn Anton aufgewachsen. Somit hatte Ira Zugang zum Hause des Kulturfunktionärs erhalten. Großvater Tichon erinnert sich, wie ihm W.S. auf einem Empfang die Hand geschüttelt hatte. Das war einst zu Zeiten des Molotow-Ribbentrop-Paktes gewesen.
Die Schwangere strickt an einer Kinderdecke und begibt sich bei einem ihrer vormaligen Kunden, dem Moskauer Arzt Dr. Stanislaw Albertowitsch Flawitzki, in Behandlung. Der Arzt erklärt sich zur Geburtshilfe bereit und vermutet als Kindsvater den Kulturfunktionär W.S. Denn der Mediziner hatte einen Zeitungsartikel gelesen, in dem auf die Todesumstände des Kulturfunktionärs hingewiesen worden war. Solche Intimitäten bindet Ira dem neugierigen Mediziner zwar nicht auf die Nase – hingegen Ksjuscha, die Adressatin der schriftstellerischen Äußerungen Iras, erfährt es schriftlich: Leonardik sei von der Kurtisane nicht umgebracht, wohl aber „bis zum Entzücken gebracht“ worden.

## Form
Dem Leser vergeht hören und sehen, denn die Ich-Erzählerin sprudelt vorbehaltlos heraus, was ihr gerade einfällt. Wiktor Jerofejew probiert alle möglichen Formelemente zur Leser-Unterhaltung aus: Der begriffsstutzige Großvater Tichon weiß nicht, was eine Lesbe ist. Gewisse Parabeln erheitern: Ksjuscha und Ira seufzen „wie zwei klimakterische Tanten mit Haarausfall“. Oder: Ira ist „unfruchtbar wie die Wüste Karakum“. Oder: Ksjuscha, kein Kind von Traurigkeit, vergleicht die Kälte einer Denkerin mit der Temperatur der „Beine eines Dystrophiekranken aus Taimyr“. Oder: Wenn sich zwei Nebenpersonen verbal attackieren, wohnt Ira deren „psychischem Stuhlgang“ ungerührt bei. Die Beschreibung der Völlerei, der sich Ira und W.S. gelegentlich hingegeben hatten, fällt dann vergleichsweise derber aus: „... wir fraßen viel und gut... von diesem... reichlichen Essen konnte man so wunderbar scheißen...“
Manchmal blickt die Erzählerin in die Zukunft. Am Ende des 14. der 24 Romankapiteln gibt sie bekannt, bald werde sie von einem Auto überfahren werden. Tatsächlich, im 15. Kapitel wird Ira von Stepans Saporoschez angefahren. Die Verunglückte vermutet, Stepan sei beauftragt worden, sie ihrer Schönheit zu berauben.
Der Romanschluss kippt ins Surreale: Ira sucht den Tod. Dreimal geht sie splitternackt übers Tatarenfeld bis zu den „modrigen Erlen... am Flüßchen“ südöstlich von Moskau. Zwar überlebt sie den Gang „über die Knochen der gefallenen Landsleute“, aber sie stört Leonardiks Totenruhe. Der erscheint – gar nicht mehr als alternder Mann – und zieht Ira mit Macht hinab ins Totenreich.

## Rezeption
- 12. November 1990: Elsbeth Wolffheim im Spiegel: Sprach-Orgie aus Rußland

## Verfilmung
- Cesare Ferrario hat den Roman anno 2001 unter dem Titel La bella di Mosca[5] verfilmt.[6] Ralitza Baleva[7] spielte die Titelrolle und Anna Molchanova[8] Iras beste Freundin Ksjuscha.

## Deutschsprachige Ausgaben
- Viktor Jerofejew: Die Moskauer Schönheit. Roman. Aus dem Russischen von Beate Rausch. S. Fischer, Frankfurt 1990, ISBN 3-10-037102-X; Fischer-Taschenbuch-Verlag (351 Seiten), Frankfurt 1993, ISBN 3-596-11410-1 (verwendete Ausgabe); Berliner Taschenbuch-Verlag, Berlin 2006, ISBN 978-3-8333-0392-0